# (21613) Schlecht
(21613) Schlecht (1999 JF68) – planetoida z pasa głównego asteroid okrążająca Słońce w ciągu 3,56 lat w średniej odległości 2,33 j.a. Odkryta 12 maja 1999 roku.